# Mansoa (biljni rod)
Mansoa, biljni rod iz porodice katalpovki smješten u tribus Bignonieae. Sastoji se od 17 vrsta lijana rasprostranjenih od Meksika do Argentine

## Opis
Rod Mansoa pripada porodici Bignoniaceae i uključuje vrste koje se uglavnom nalaze u suhim i vlažnim šumama Brazila i od Argentine do jugoistočnog Meksika. Ove vrste u brazilskoj regiji Amazone poznate su kao "cipó-de-alho", što znači “loza češnjaka”, u odnosi se na oštar miris lišća nalik na češnjak kada se zgnječi. "Cipó-de-alho" ima nekoliko primjena u narodnoj medicini, a među njima su najčešće citirane za liječenje prehlade, groznice, boli i upale artritisa i reumatizma. Unatoč svim tim primjenama, još uvijek ima malu primjenu u fitoterapiji u usporedbi s češnjakom (Allium sativum). Eterična ulja Mansoa spp. pokazuju prisutnost alil polisufida koji pridonose karakterističnoj aromi i okusu. Prijavljen je kemijski sastav organskih ekstrakata Mansoe koji uključuje alkane, alkanole, triterpenoide, flavonoide, derivate lapakola i organosumporni spoj aliin. 

## Vrste
1. Mansoa alliacea (Desv. ex Beauverd) A.H.Gentry
2. Mansoa angustidens (DC.) Bureau & K.Schum.
3. Mansoa difficilis (Cham.) Bureau & K.Schum.
4. Mansoa gentryi M.M.Silva
5. Mansoa glaziovii Bureau & K.Schum.
6. Mansoa hirsuta DC., tipična vrsta
7. Mansoa hymenaea (A.DC.) A.H.Gentry
8. Mansoa ivanii M.M.Silva
9. Mansoa lanceolata (DC.) A.H.Gentry
10. Mansoa longicalyx M.M.Silva
11. Mansoa minensis M.M.Silva
12. Mansoa montecillensis (A.Molina) C.Nelson
13. Mansoa onohualcoides A.H.Gentry
14. Mansoa paganuccii M.M.Silva
15. Mansoa parvifolia (A.H.Gentry) A.H.Gentry
16. Mansoa standleyi (Steyerm.) A.H.Gentry
17. Mansoa verrucifera (Schltdl.) A.H.Gentry